# VDI 6011
Die Richtlinienreihe VDI 6011 gibt Hilfestellung für die Lichtplanung innerhalb von Gebäuden. Die in ihr enthaltenen VDI-Richtlinien dienen der Optimierung von Tageslichtnutzung und künstlicher Beleuchtung. Dabei kann nach unterschiedlichen Ansätzen wie der Sehaufgabe, der Energieeffizienz oder der Unterstützung des circadianen Rhythmus der Gebäudenutzer unterschieden werden.

## Gliederung der Richtlinienreihe VDI 6011
| Name           | Titel | Ausgabedatum | Status        |
| -------------- | --- | ------------ | ------------- |
| VDI 6011 Bl. 1 | Lichttechnik – Optimierung von Tageslichtnutzung und künstlicher Beleuchtung – Grundlagen und allgemeine Anforderungen | 2016-07      | gültig        |
| VDI 6011 Bl. 2 | Lichttechnik – Optimierung von Tageslichtnutzung und künstlicher Beleuchtung – Planungshinweise                        | 2018-07      | gültig        |
| VDI 6011 Bl. 1 | Lichttechnik – Optimierung von Tageslichtnutzung und künstlicher Beleuchtung – Grundlagen                              | 2002-08      | zurückgezogen |
| VDI 6011 Bl. 2 | Lichttechnik – Optimierung von Tageslichtnutzung und künstlicher Beleuchtung – Dachoberlichter                         | 2006-04      | zurückgezogen |
| VDI 6011 Bl. 3 | Lichttechnik – Optimierung von Tageslichtnutzung und künstlicher Beleuchtung – Anforderungen der Innenraumbegrünung    | 2006-04      | zurückgezogen |

## Inhalt
Im ersten Absatz der Einleitung wird auf den Begriff gutes Licht eingegangen. Gutes Licht wird demnach zur Erfüllung einer Sehaufgabe, aber auch für das menschliche Wohlbefinden, Gesundheit, Leistungsbereitschaft und Produktivität gebraucht. Das Tageslicht wird als besonders positiv für die Gesundheit benannt. Im Folgenden wird auf die Energieeffizienz von Beleuchtung im Abgleich zu anderen VDI-Richtlinien wie VDI 2078 und VDI 6007 eingegangen. Zusammenfassend wird erläutert, dass die Richtlinienreihe VDI 6011 einen Überblick zur Tageslichtnutzung über Fassaden und Dachoberlichter sowie deren Kombination mit künstlicher Beleuchtung durch konventionelle und LED-Leuchtmittel gibt. Durch Energiekennwerte bei optimierter Tageslichtnutzung und effizienter künstlicher Beleuchtung sowie durch andere Hinweise wird die Auswahl, Planung und Dimensionierung von Beleuchtung erleichtert. Weiterhin will die Richtlinie Impulse für Forschungsarbeiten und Innovationen z. B. in nachfolgenden Bereichen geben:
- Wirkung des Lichts auf den Menschen
- technische und bauliche Entwicklungen von Komponenten und Systemen für die Tageslichtnutzung
- Zusammenwirken von Komponenten für Tageslichtnutzung und künstlicher Beleuchtung, Gebäudeklimatik und regenerativen Energie-Systemen
- gemeinsame Steuer- und Regelsysteme mit Anbindungen an die Gebäudeautomation und andere Anlagen der technischen Gebäudeausrüstung